# Biserica reformată din Nireș
Biserica reformată din Nireș este un monument istoric aflat pe teritoriul satului Nireș; comuna Mica, județul Cluj.

## Localitatea
Nireș, mai demult Sasnireș, Sas-Mireșu, Sasmireșu, (în maghiară Szásznyíres, în trad. „Mestecănișu Săsesc”, în dialectul săsesc Niresch, în germană Nieresch, Birkendörfel, în trad. „Sătucul cu Mesteceni”, „Mestecăniș”) este un sat în comuna Mica din județul Cluj, Transilvania, România. Prima menționare documentară a satului Nireș este din anul 1330, cu denumirea Nyres.

## Biserica
Biserica, inițial catolică, a fost construită în stil romanic, în secolul al XIII-lea. Reclădită în stil gotic, în secolul al XV-lea. Credincioșii catolici medievali au trecut la unitarianism în timpul Reformei, spre sfârșitul secolului al XVI-lea, împreună cu biserica. În jurul anului 1622 au îmbrățișat credința reformată. În 1713 catolicii au încercat să redobândească biserica, cu sprijinul familiei nobiliare Kornis, dar populația s-a împotrivit. Pentru puținii catolici din sat a fost construită o capelă în 1745. Tavanul de lemn datează din anul 1753, iar turnul a fost construit mai târziu.

## Vezi și
- Nireș, Cluj

## Imagini

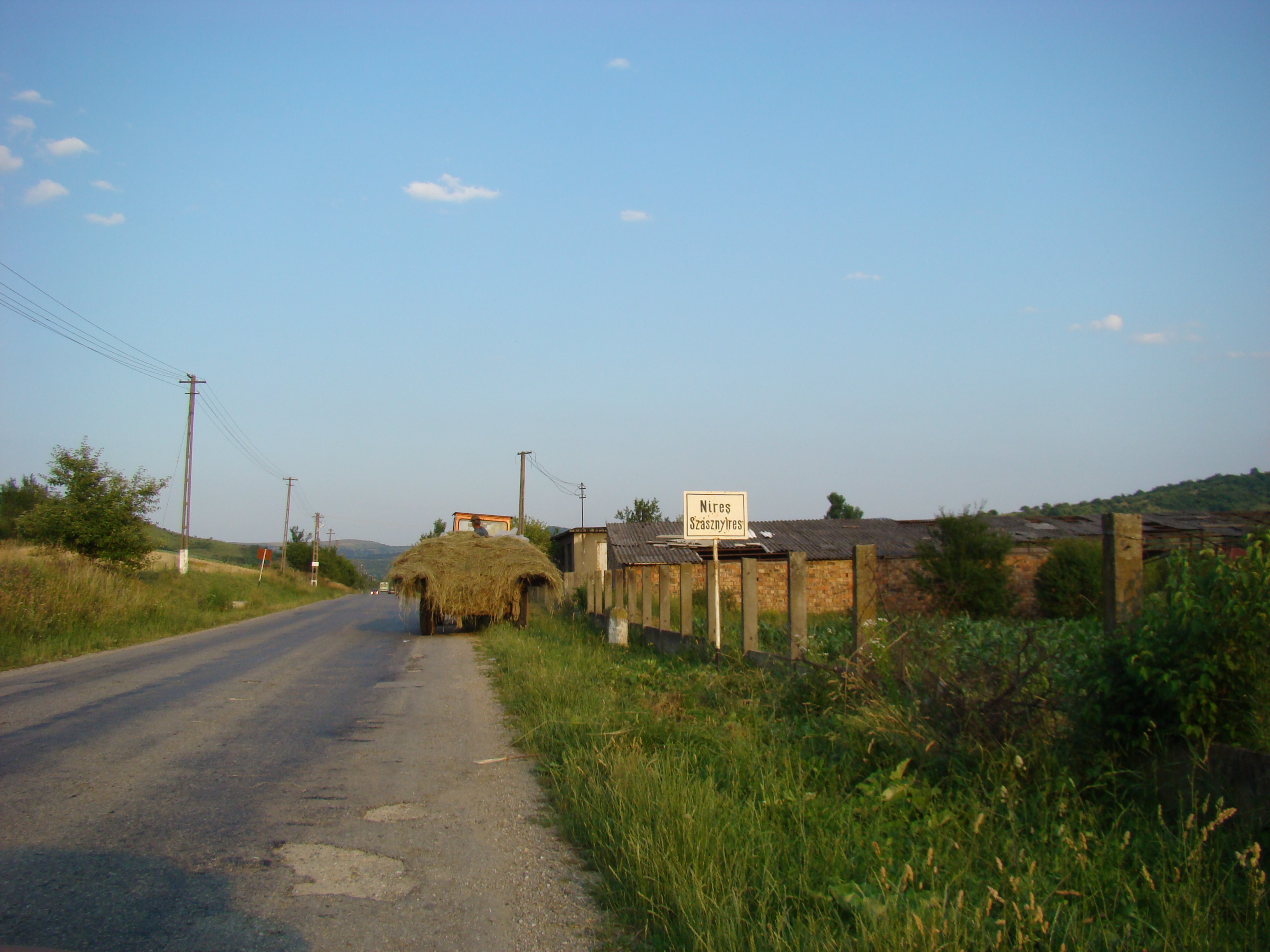
Intrarea în localitate
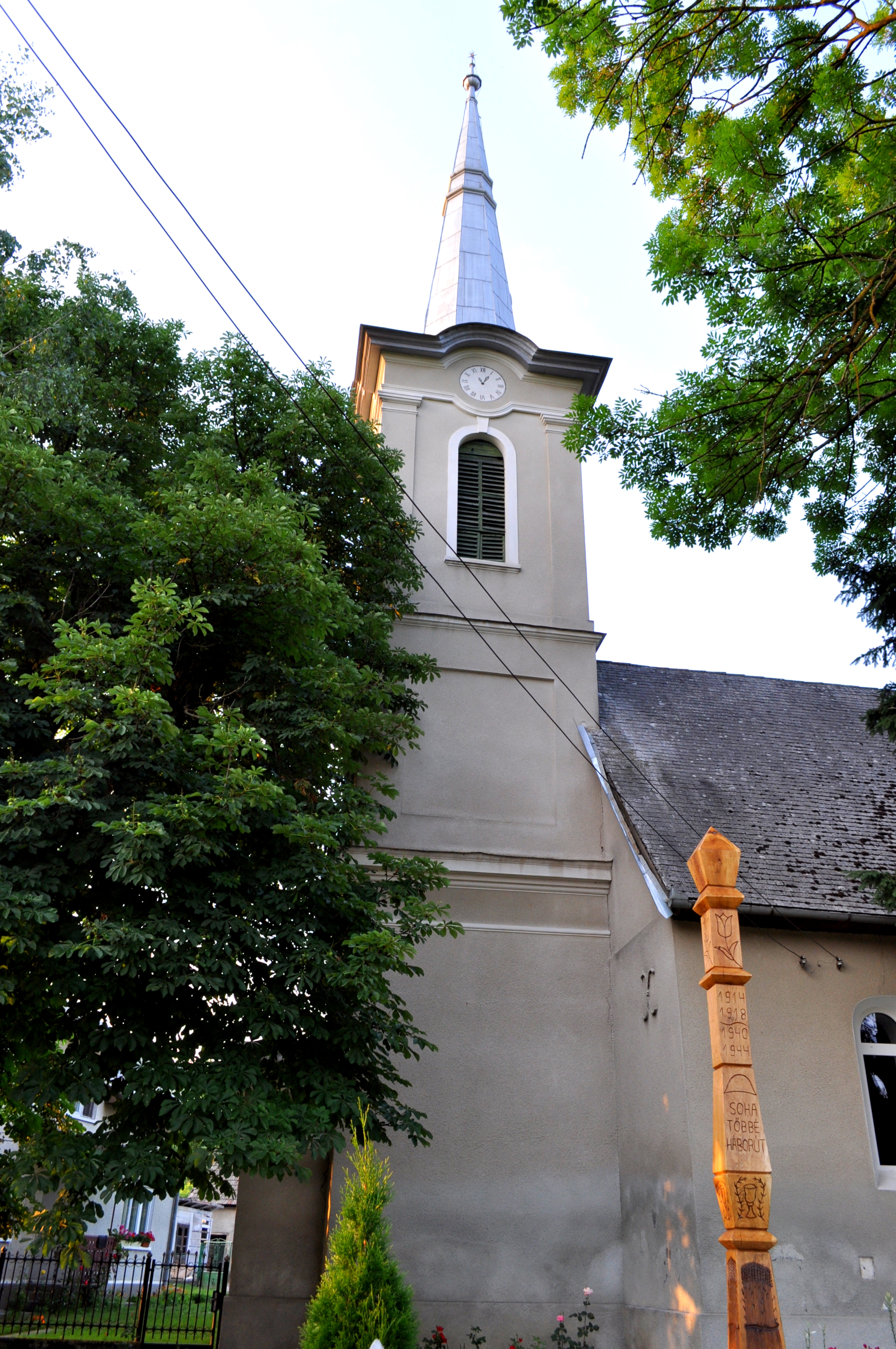
Turnul-clopotniță
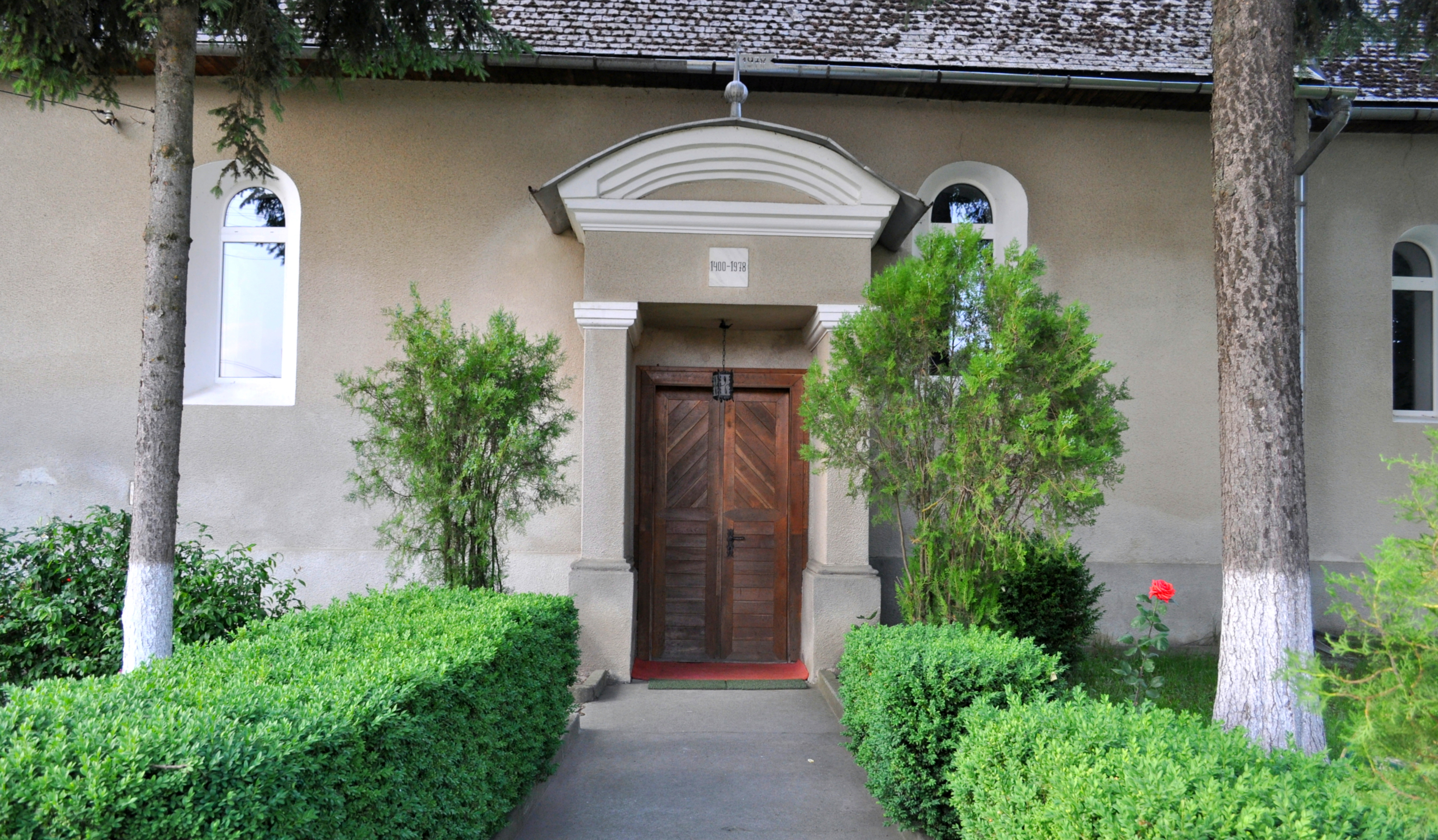
Intrarea de pe latura sudică
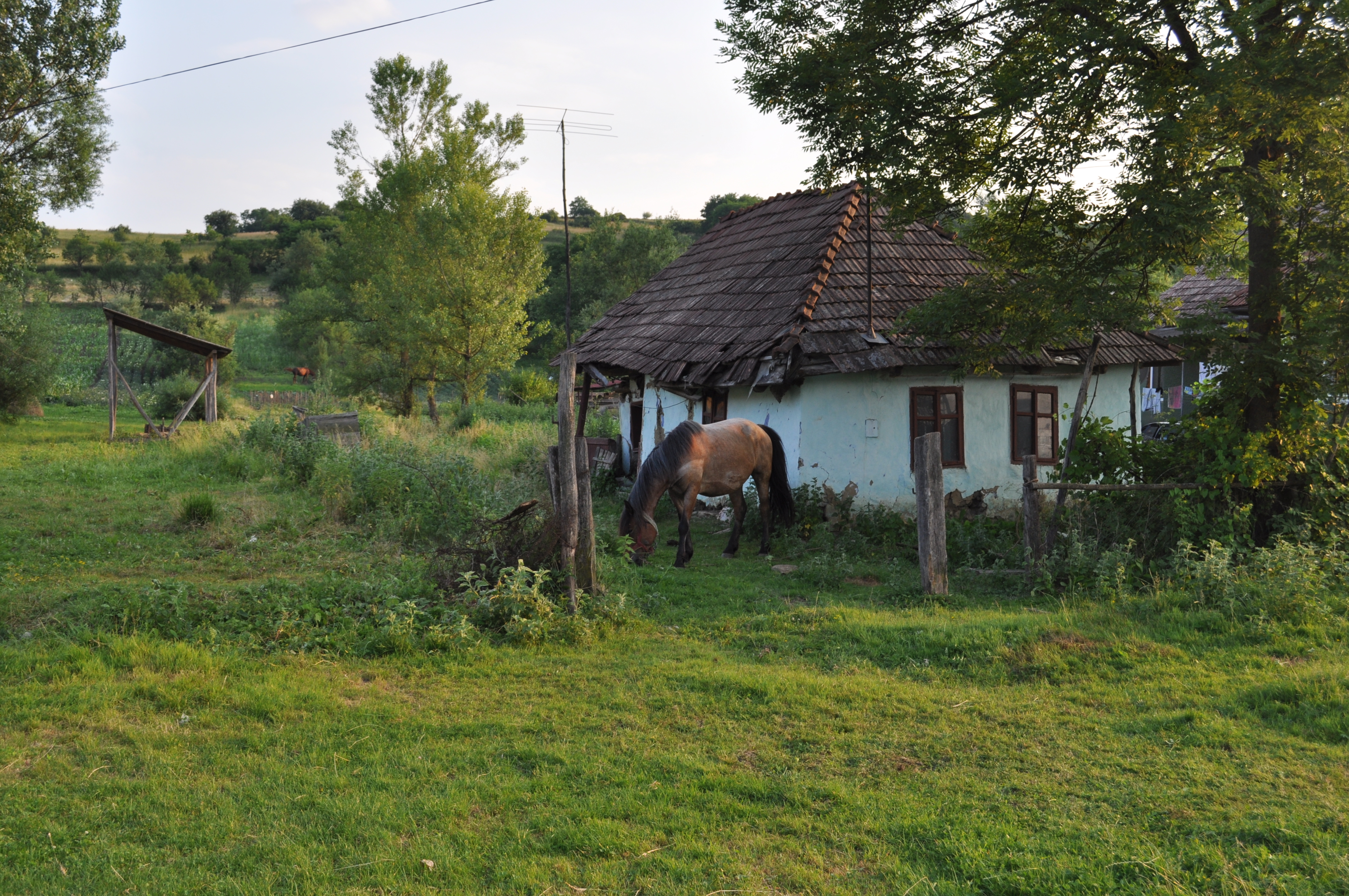
Împrejurimi